# Constituição da República Democrática de São Tomé e Príncipe
A Constituição da República Democrática de São Tomé e Príncipe é a lei Maior que rege o ordenamento jurídico de São Tomé e Príncipe. A Constituição atual foi promulgada pela Assembleia Nacional, no Palácio dos Congressos , em 25 de Janeiro de 2003 e publicada no Diário da República em 29 de Janeiro de 2003.

## História
A primeira constituição do país é de 5 de novembro de 1975 quando foi aprovada em reunião conjunta do Bureau político do MLSTP e Assembleia Constituinte cuja literatura totalizava 49 artigos.. O texto original foi publicado no Diário da República, n.º 39, de 15 de Dezembro de 1975.

### 1980
A Primeira revisão Constitucional ao Texto Primeiro da Lei Constitucional n.º 1/80, publicado no Diário da República n.º 7, de 7 de Fevereiro.

### 1982
A segunda revisão constitucional foi o Texto Segundo da Lei Constitucional n.º 2/82 publicado no Diário da República n.º 35, de 31 de Dezembro de 1982.

### 1987
A terceira revisão Constitucional deu-se com Lei de Emenda Constitucional n.º 1/87, de 31 de Dezembro- publicada no 4,º Suplemento ao Diário da República n.º 13, de 31 de Dezembro de 1987.

### 1990
A quarta revisão Constitucional foi efetivada com o texto terceiro da Lei Constitucional n.º 7/90, publicado no Diário da República n.º 13 de 20 de setembro de 1990.

### 2002
A quinta revisão modificou parte do Texto quarto da Lei Constitucional e foi feita em 2002.